# NLAW
Main Battle Tank and Light Anti-tank Weapon (MBT LAW), známá také jako NLAW, je švédsko-britská protitanková řízená střela krátkého dosahu typu „vystřel a zapomeň“. NLAW je určena pro použití pěchotou, střílí se z ramene a použití je jednorázové, po výstřelu se zlikviduje. V současné době NLAW používají mimo jiné Britská armáda, Finská armáda, Lucemburská armáda, Švédská armáda a Ukrajinská armáda, které byly tyto protitankové systémy dodány počátkem roku 2022 v souvislosti s ruskou invazí na Ukrajinu.

## Vývoj

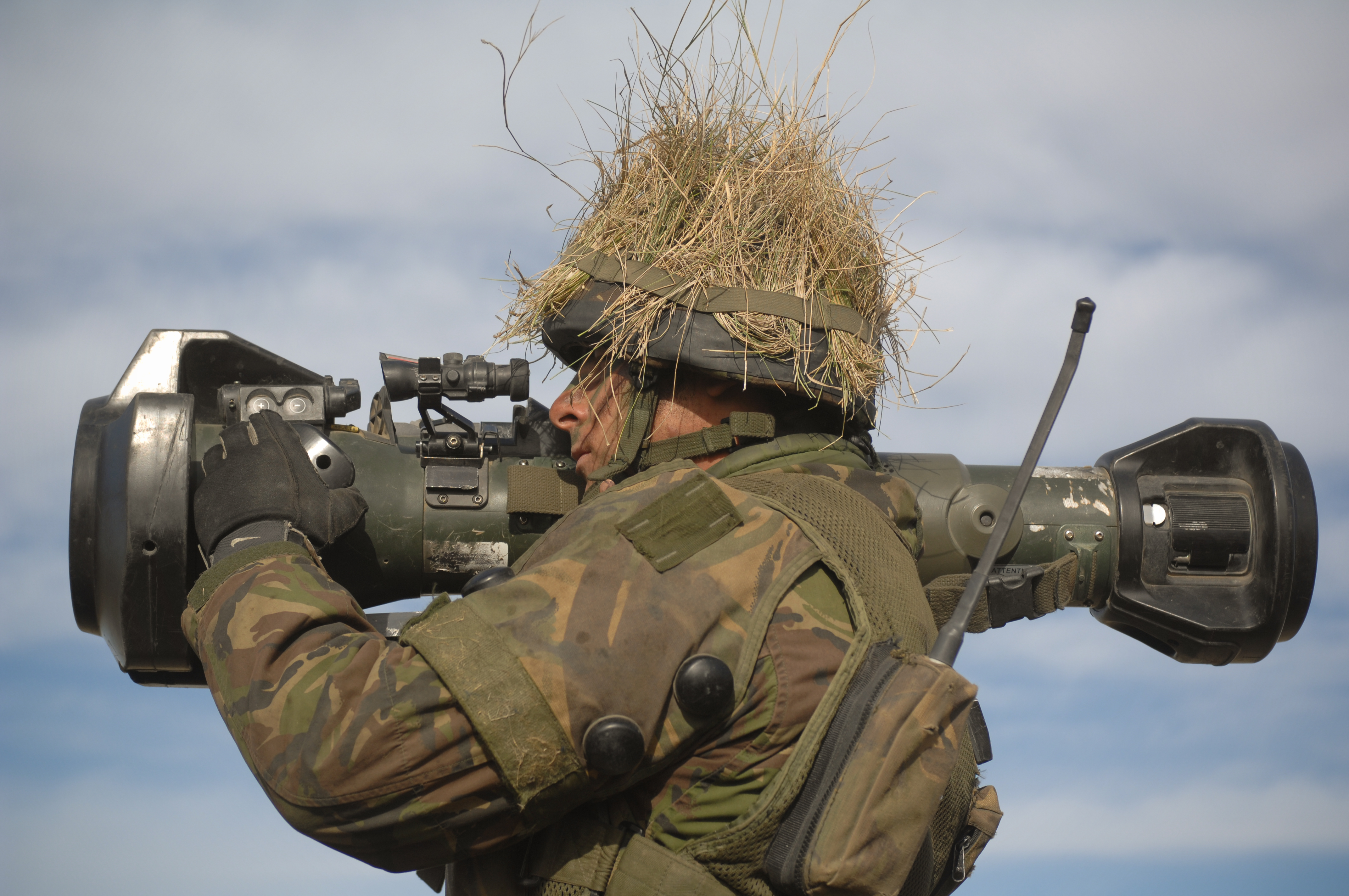
Voják mířící se cvičnou verzí NLAW.

Vývoj odpalovacího zařízení i střel probíhal v zařízeních společnosti Saab Bofors Dynamics ve městech Eskilstuna a Karlskoga ve Švédskou s využitím zkušeností získaných při vývoji protipancéřových systémů, jako je pancéřovka Carl Gustav, zbraň AT4 CS a protitanková střela Bill. Hlavním britským partnerem a přispěvatelem do programu je společnost Thales Air Defence, která také zajišťuje celkem 14 britských subdodavatelů různých komponent.
Konečná montáž a testování probíhá v zařízeních Thales Air Defence v Belfastu, v Severním Irsku. Inerciální měřicí jednotku (IMU) střely vyrábí společnost Collins Aerospace v Plymouthu. Společnost Eaton Ltd. se sídlem v South Moltonu je zodpovědná za výrobu řídicích žeber a aktuátorů. Raytheon Systems Limited se sídlem v Glenrothes a Thales Missile Electronics se sídlem v Basingstoke vyrábějí elektronické sestavy a bezkontaktní roznětku systému.
Společnost National Plastics Aerospace se sídlem v Coventry je zodpovědná za plastové a kompozitní výlisky. Speciální pružiny vyrábí společnost Skeldings se sídlem ve Smethwicku. Hlavními partnery konsorcia MBT LAW jsou také společnosti Express Engineering z Gatesheadu, Portsmouth Aviation, EPS Logistics Technology, Leafield Engineering z Bristolu a Metalweb z Birminghamu.

## Popis

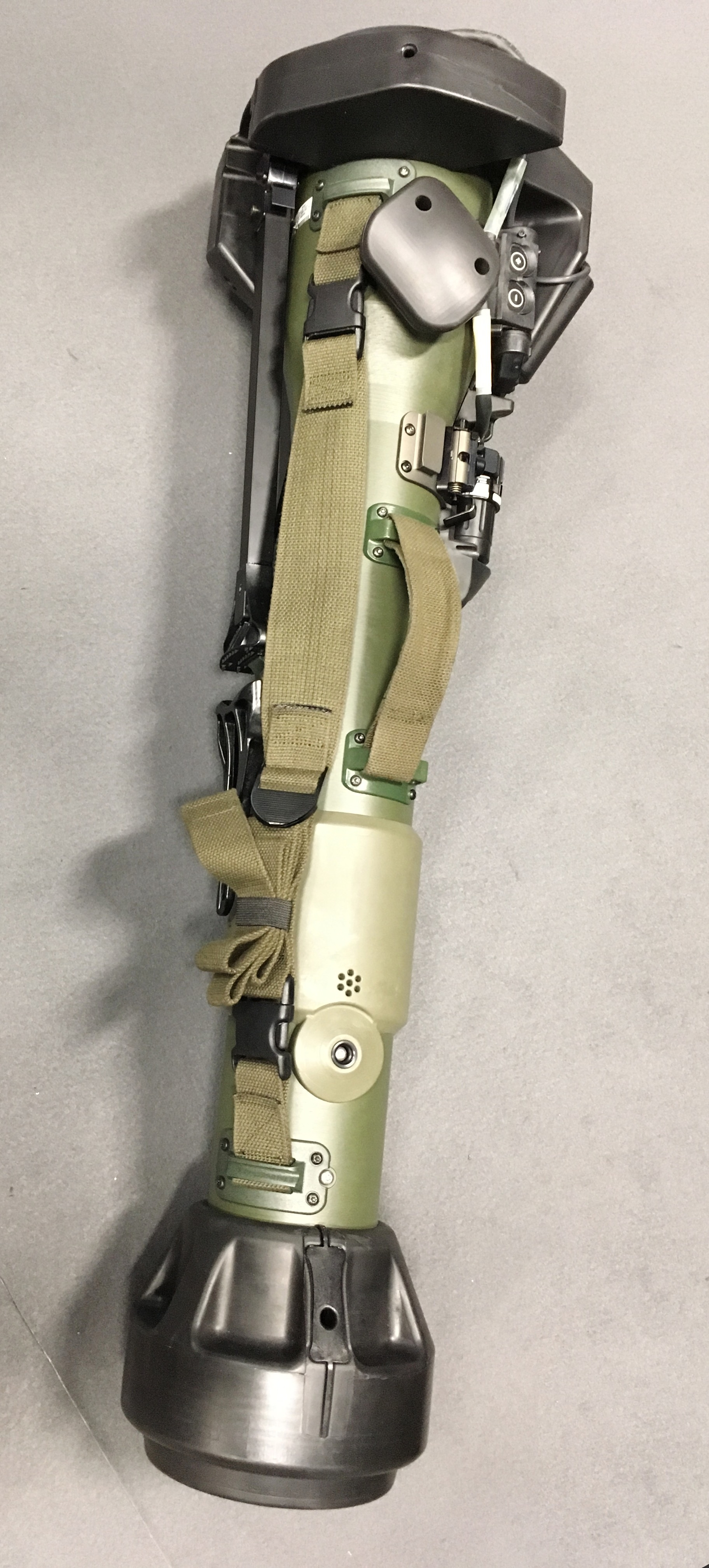
Odpalovací zařízení pro protitankové řízené střely NLAW krátkého dosahu.

Systém NLAW vyvinuly společnosti Saab Bofors Dynamics a Thales Air Defence ve spolupráci s britským ministerstvem obrany v roce 2002. Jedná se o společný projekt Velké Británie a Švédska, který využívá technologie odvozené ze systémů BILL 2 (bojová hlavice a navádění) a AT4 CS (schopnost navádění v omezeném prostoru).
Systémy pro Velkou Británii i Švédsko zajišťuje Agentura pro obranné zakázky britského ministerstva obrany, přičemž Švédsko podepsalo smlouvu na zbraň již v prosinci 2005. Spojeného království plánuje pořídit až 20 000 systémů s plánovanou životností cca 20 let. V prosinci 2007 si objednalo nezveřejněný počet systémů NLAW také Finsko. 
Jedná se o systém s měkkým odpalováním, což umožňuje jeho odpálení pěchotou z uzavřeného prostoru. V tomto systému je střela nejprve vypuštěna z odpalovacího zařízení pomocí nízkoenergetického zapalovače. Poté, co střela urazí několik metrů do letu, zažehne se její raketový pohon, který střelu pohání až k cíli. Navádění se provádí pomocí předpovídané linie viditelnosti (Predicted Line of Sight – PLOS).
U pohybujících se cílů střelec sleduje cíl po dobu tří sekund a učí tak naváděcí elektroniku úhlovou rychlost cíle. Střela po odpálení letí samostatně a během letu udržuje potřebnou dráhu (především úhlovou rychlost vypočtenou během učící fáze) pomocí vnitřního inerciálního navigačního systému. Samotná exploze proběhne, jakmile je přelet cíle detekován magnetickým detektorem a bezkontaktní roznětkou (proximity fuze). Vzdálenost cíle během navádění nehraje roli.
Oproti běžným moderním protitankovým systémům nepoužívá tandemovou kumulativní hlavici ale pouhou jednu dynamicky kompenzovanou 102mm kumulativní hlavici směrovanou směrem dolů, plnivem je přibližně 1,5 kg oktogenu.
Tento protitankový systém vstoupil do služby Britské armády v roce 2009 jako „lehká protitanková zbraň nové generace“ (NLAW), aby nahradil již zastaralý systém LAW 80 a také dočasnou lehkou protitankovou zbraň (ILAW) AT4 CS.

## Specifikace
- Hmotnost: 12,4 kg
- Délka: 1,016 m
- Ráže: 115/150 mm
- Úsťová rychlost:
  - Počáteční: 40 m/s

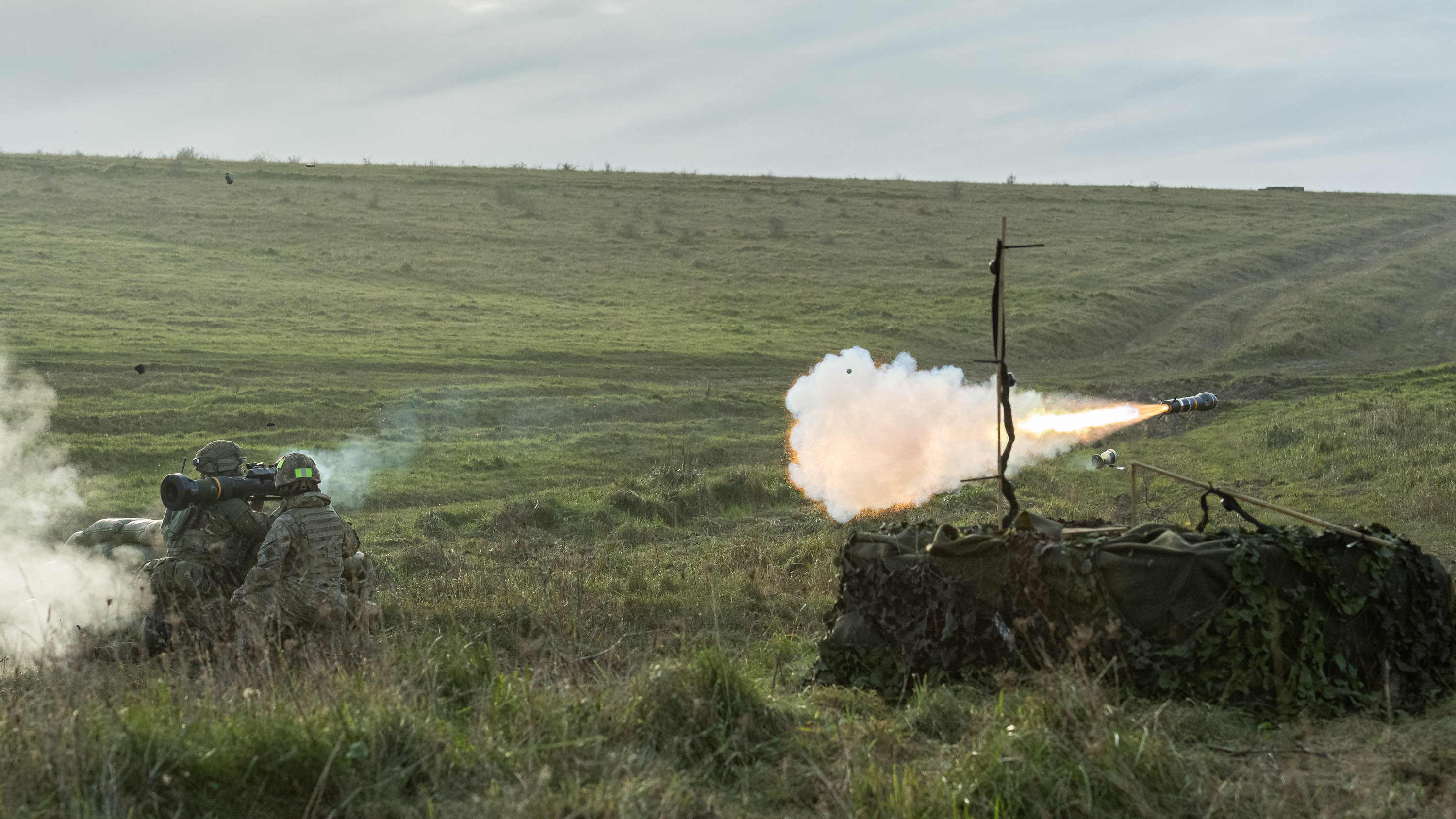
Cvičné vypuštění střely NLAW.

  - Maximální: vysoká podzvuková: 200 m/s (Mach 0,7)
- Dostřel: 20–600 m
- Navádění: předpovídaná přímá viditelnost (PLOS) / inerciální
- Zaměřovač: Trijicon TA41 NLAW 2,5×20, který má kříž ve tvaru V (invertovaný k běžnému ACOG /\ kříži).
- Bojová hlavice: Kombinovaný útok shora či útok přímo
- Cena: přibližně 20 000 GBP (2008)
- Provozní teplota: -38 až +63 °C

## Uživatelé
- Finsko
- Indonésie
- Lucembursko
- Malajsie
- Saúdská Arábie
- Spojené království
- Švédsko
- Švýcarsko

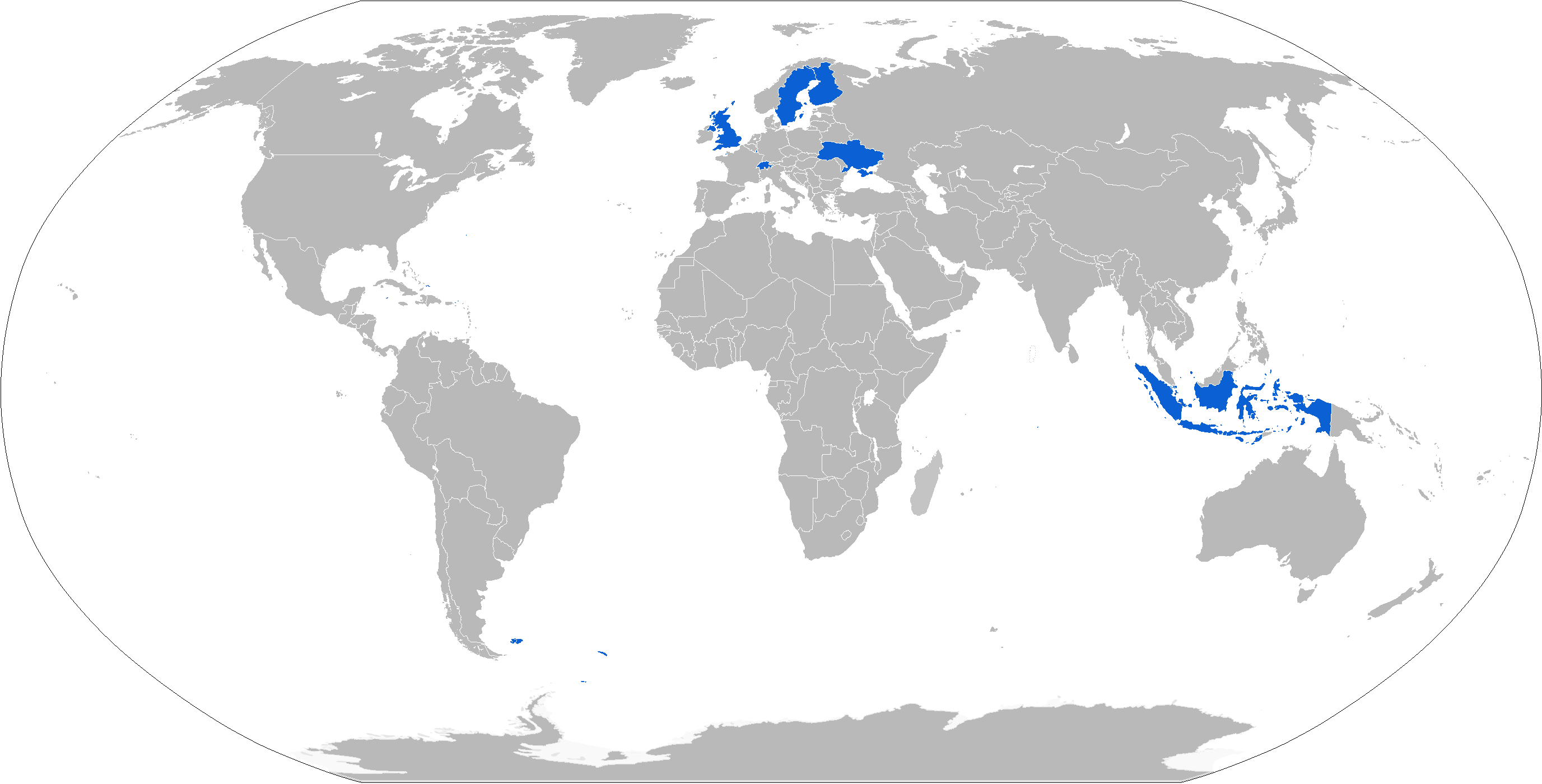
Mapa s modře vyznačenými uživateli NLAW

- Ukrajina: Do 19. ledna 2022 dodalo Spojené království na Ukrajinu nejméně 2 000 jednotek NLAW, a lze předpokládat, že v souvislosti s Ruskou invazí na Ukrajinu dojde k dalším dodávkám, a to i od jiných podporovatelů.[3]

## Galerie

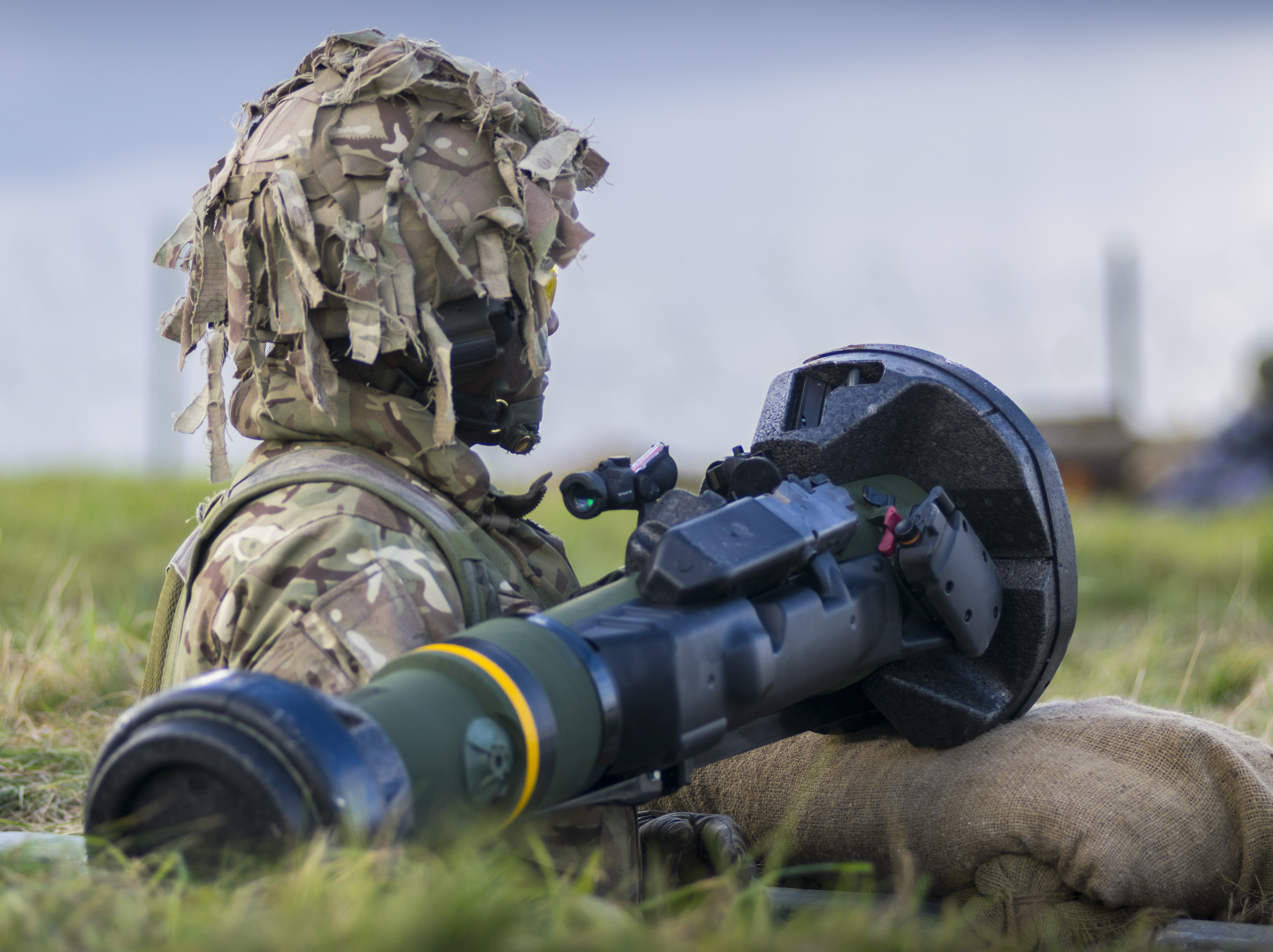
Britský voják s odpalovacím zařízením střel NLAW
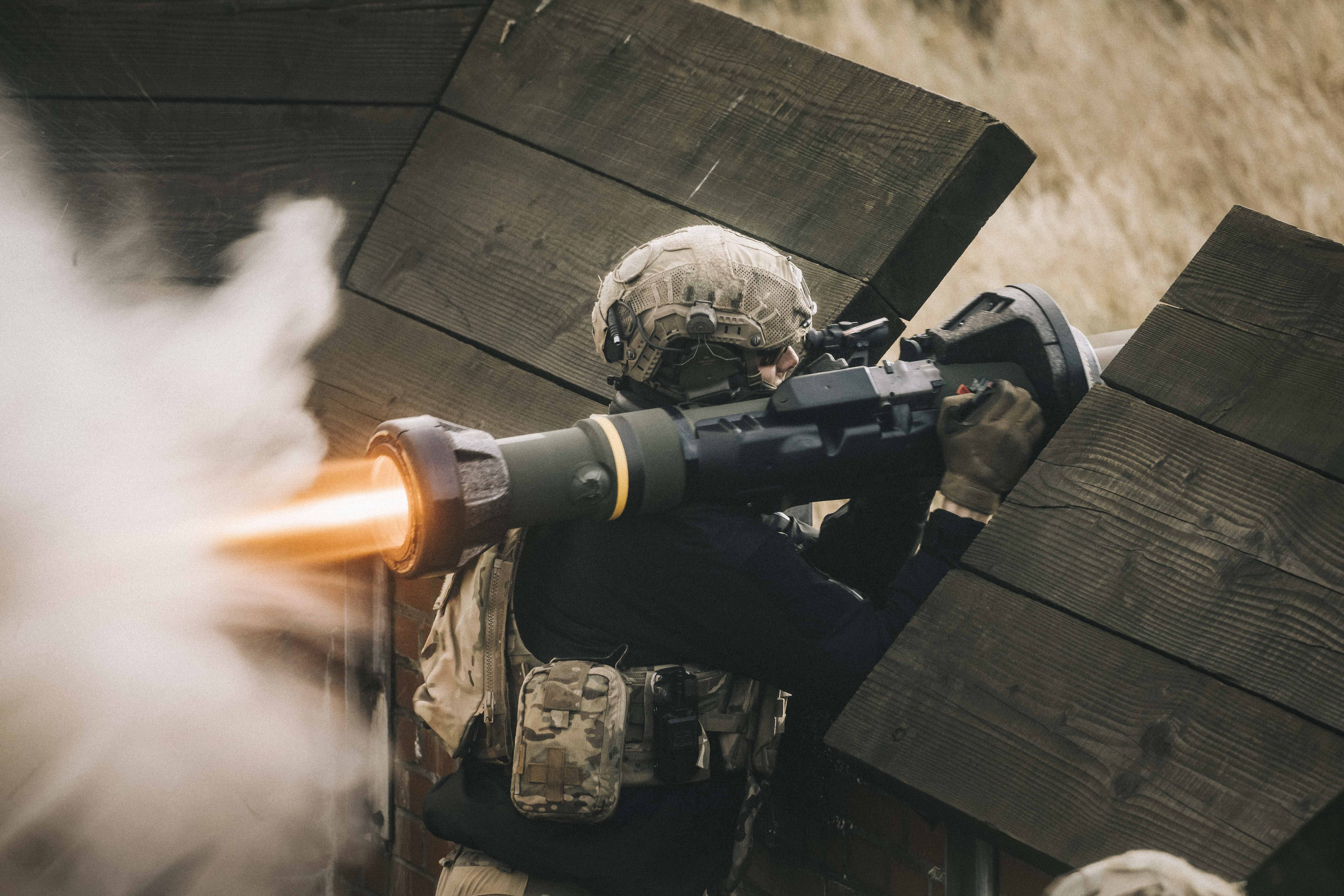
Britský voják při odpalu střely NLAW
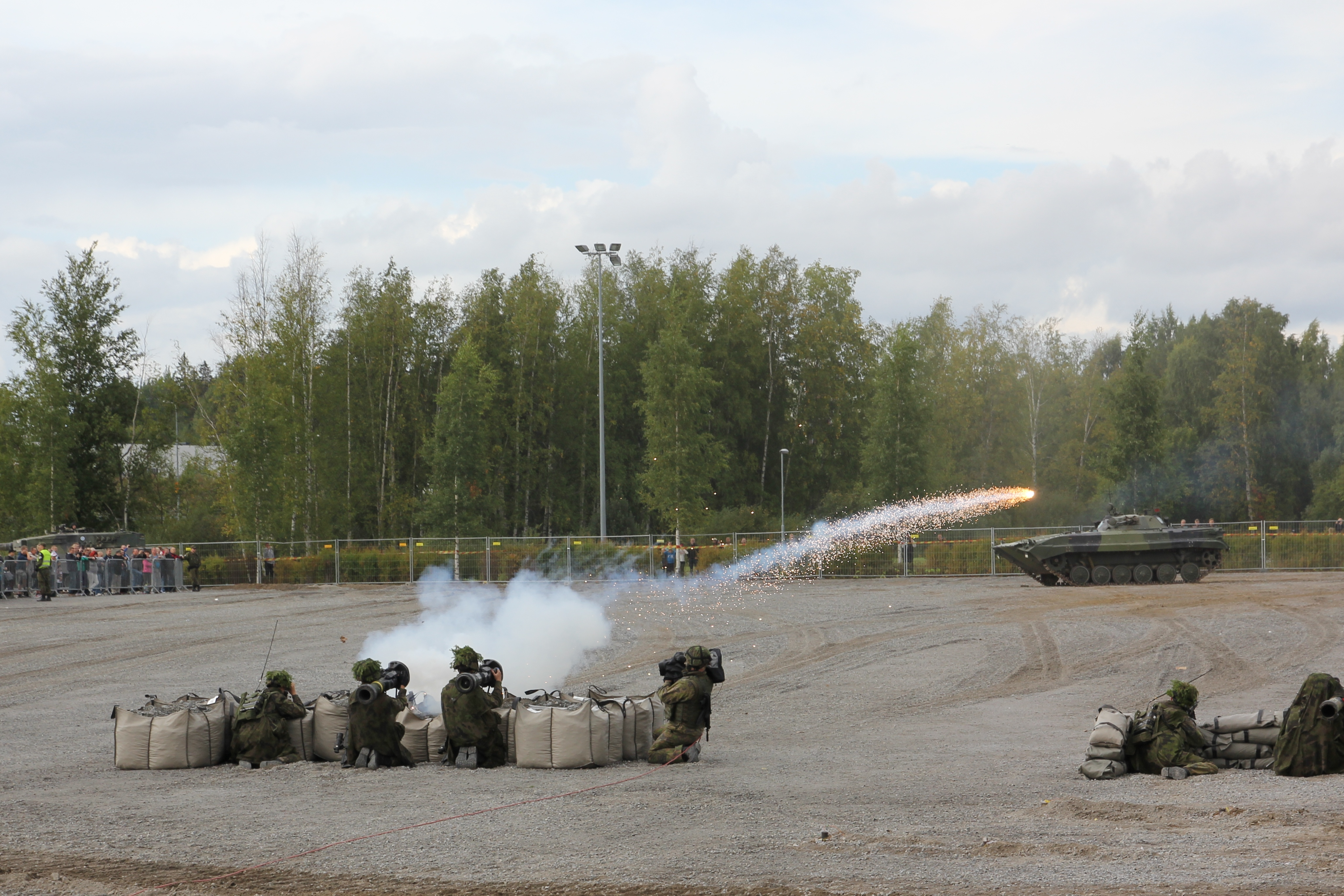
Finští vojáci odpalující střelu NLAW proti obrněnému bojovému vozidlu BVP-2
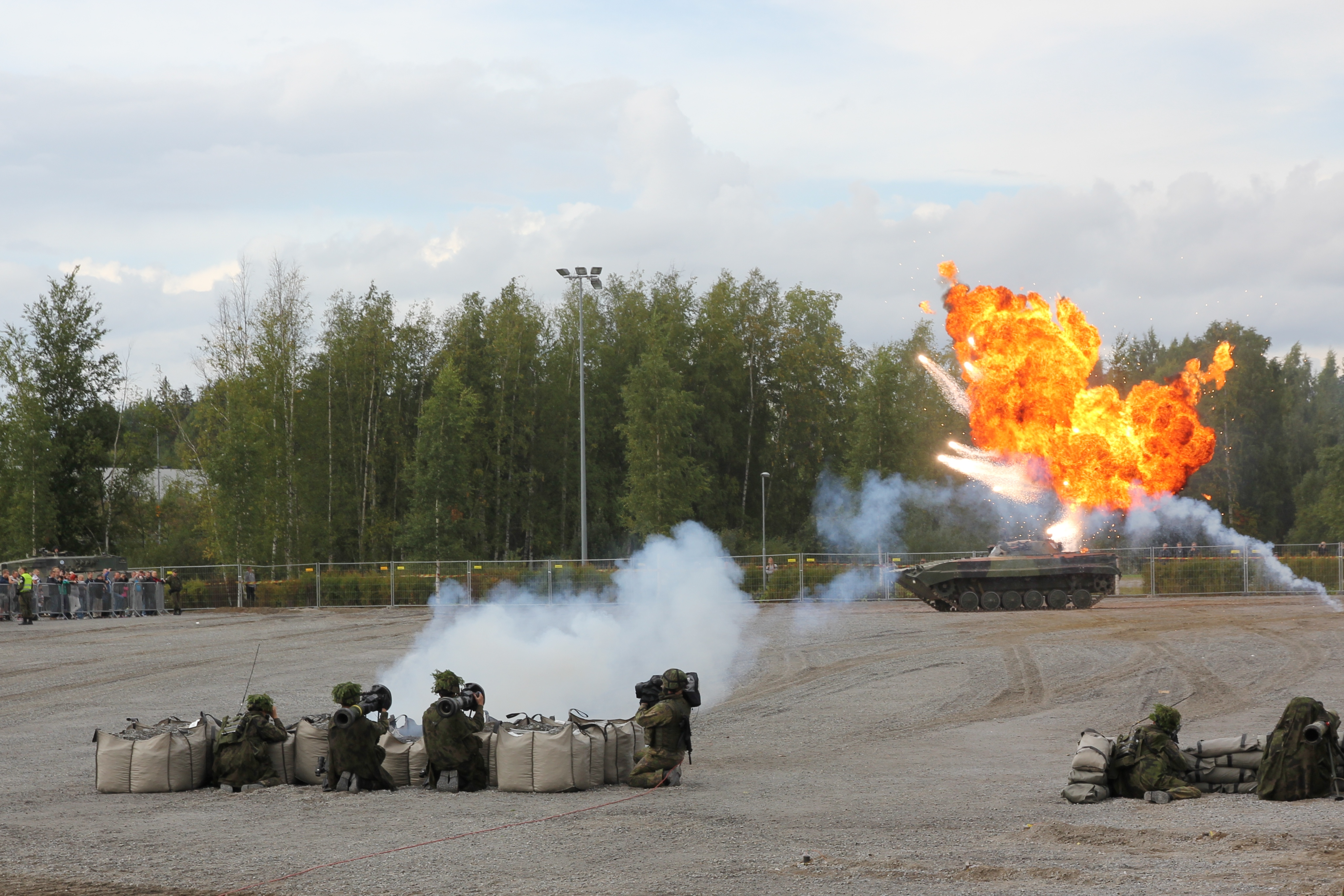
Zničení vozidla BVP-2 protitankovou střelou NLAW
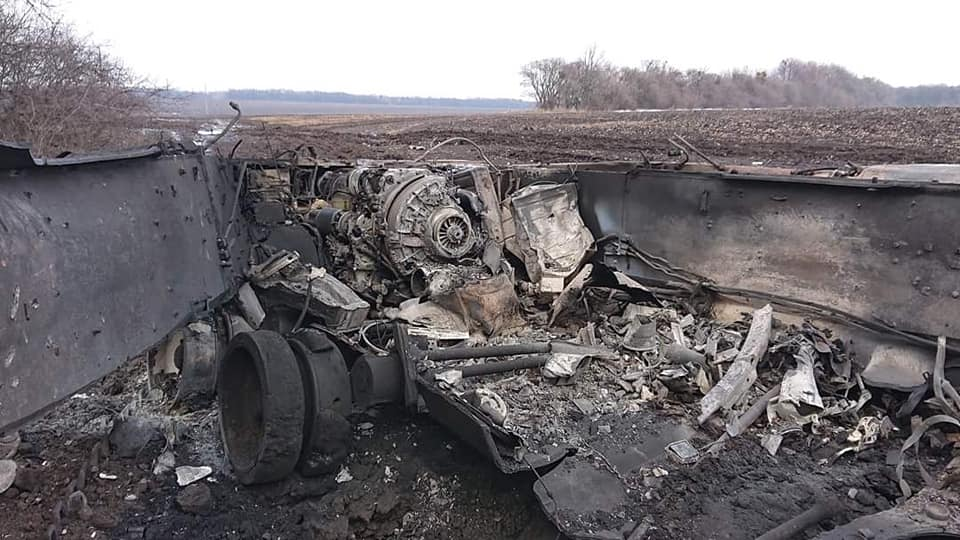
Ruský tank T-80 zničený protitankovou řízenou střelou NLAW v břenu 2022
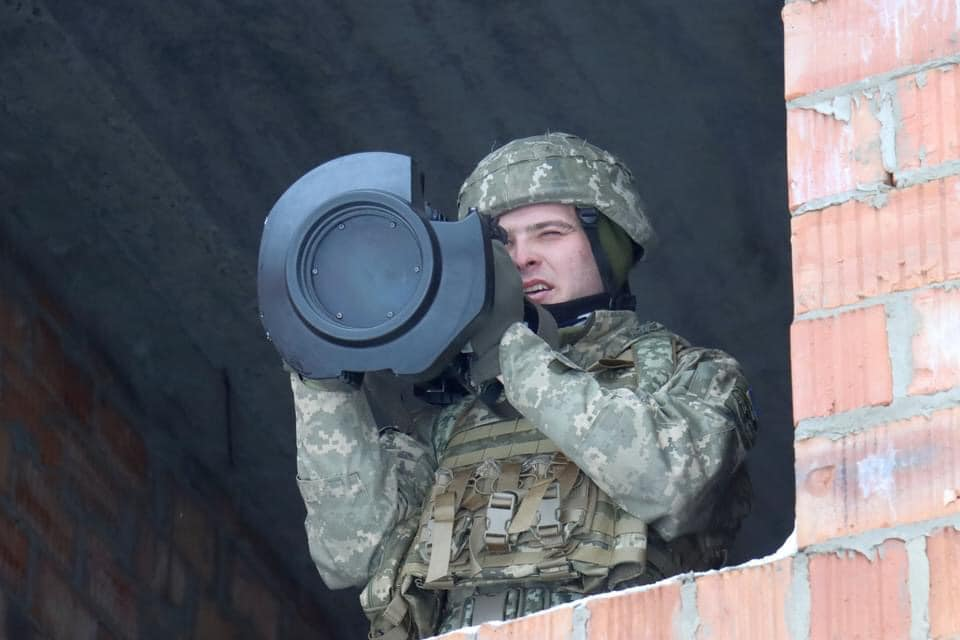
Ukrajinský voják při výcviku se zbraní NLAW v lednu 2022